# (17956) Andrewlenoir
(17956) Andrewlenoir (1999 JC28) – planetoida z pasa głównego asteroid okrążająca Słońce w ciągu 3,34 lat w średniej odległości 2,24 j.a. Odkryta 10 maja 1999 roku.